# 陸佐
陸佐（1519年—？），字子翼，號南渚，浙江衢州府龍游縣人，民籍，明朝政治人物。

## 生平
嘉靖二十二年（1543年）癸卯科浙江鄉試第八十四名舉人。嘉靖二十六年（1547年）中式丁未科會試第五十七名，登第三甲第二十六名進士。禮部觀政，歷桐城知县，升工部主事、员外郎、郎中，出为廣東潮州府知府，卒於任內。

## 家族
曾祖陸孔彰；祖父陸孟圭，義官；父陸杞。前母勞氏；母葉氏。兄陸仁；弟陸俊。
曾孫陸長卿，清順治十八年進士。